# الاستفتاء الرئاسي السوري 1971
الانتخابات الرئاسية في سورية والتي تمت في 12 آذار 1971، تعتبر أول انتخابات في ظل الجمهورية الثانية بعد تبوأ حزب البعث للسلطة في البلاد، وبعد الحركة التصحيحية، وأول انتخابات ينتخب فيها حافظ الأسد لمنصب الرئاسة. وقد شارك بها وفق الإحصاءات الرسمية 95% من الشعب

## النتائج
| الاختيار    | الأصوات   | %    |
| ----------- | --------- | ---- |
| حافظ الأسد  | 1,919,609 | 99.2 |
| غير موافق   | 15,480    | 0.8  |
| أصوات باطلة | 714       | -    |
| المجموع     | 1,935,803 | 100  |